# جنگل تورهالی
جنگل تورهالی (به انگلیسی: Turahalli Forest) یک جنگل در هند است که در کارناتاکا واقع شده‌است.